# Frank Castañeda
Frank Andersson Castañeda Vélez (ur. 17 lipca 1994 w Cali) – kolumbijski piłkarz występujący na pozycji napastnika.

## Sukcesy

### Klubowe
Sheriff Tyraspol
- Mistrz Mołdawii: 2020/2021

### Indywidualne
- Król strzelców Divizia Națională: 2020/2021 (28 goli)
- Król strzelców Pucharu Mołdawii: 2020/2021 (4 gole)